# أريسا ناكاجيما
أريسا ناكاجيما (باليابانية: 中島安里紗؛ بالكانا: なかじま ありさ) هي مصارعة محترفة يابانية، ولدت في 6 أبريل 1989 في تشيتشيبو في اليابان.

## روابط خارجية
- أريسا ناكاجيما على موقع CageMatch worker (الإنجليزية)